# Fluorid joditý
Fluorid joditý je interhalogen s chemickým vzorcem IF3. Je to žlutá pevná látka, která se rozkládá při teplotách nad −28 °C. Lze jej připravit z prvků, ale je nutné zabránit vzniku IF5.

## Příprava
Přímou syntézu z prvků lze provést reakcí fluoru se suspenzí jódu v trichlorfluormethanu při teplotě −45 °C.
3 F2 + I2 → 2 IF3
Alternativně lze využít jako fluorační činidlo fluorid xenonatý.
I2 + 3 XeF2 → 2 IF3 + 3 Xe

## Vlastnosti
Vzhledem k nízké stabilitě, není o tomto interhalogenu známo příliš informací. Na jodu jsou tři vazebné a dva nevazebné elektronové páry, v souhlasu s teorií VSEPR má molekula tvar písmene T.